# Idalus aleteria
Idalus aleteria är en fjärilsart som beskrevs av William Schaus 1905. Idalus aleteria ingår i släktet Idalus och familjen björnspinnare. Inga underarter finns listade i Catalogue of Life.